# Acquanegra Cremonese
Acquanegra Cremonese är en ort och kommun i provinsen Cremona i regionen Lombardiet i Italien. Kommunen hade 1 173 invånare (2018).